# Atletica leggera ai Giochi della XXXI Olimpiade - 3000 metri siepi maschili

Immagini salienti della Finale

Ai Giochi della XXXI Olimpiade, che si sono tenuti a Rio de Janeiro nel 2016, la competizione dei 3000 metri siepi maschili si è svolta tra il 15 e il 17 agosto presso lo Stadio Nilton Santos.

## Presenze ed assenze dei campioni in carica
Per i campionati europei si considera l'edizione del 2014.
| Competizione         | Atleta             | Prestazione | Rio 2016  |
| -------------------- | ------------------ | ----------- | --------- |
| Olimpiadi 2012       | Ezekiel Kemboi     | 8'18"56     | Presente  |
| Commonwealth 2014    | Jonathan Ndiku     | 8'10”44     | Non qual. |
| Europei 2014         | Yoann Kowal        | 8'26"66     | Presente  |
| Africani 2015        | Clement K. Kimutai | 8'20”31     | Non qual. |
| Mondiali 2015        | Ezekiel Kemboi     | 8'11"28     | Presente  |
|                      |                    |             |           |
| Mondiali junior 2012 | Conseslus Kipruto  | 8'06”10     | Presente  |

## La gara
Ai Mondiali di Pechino (2015) quattro kenioti (tre qualificati più il campione in carica Ezekiel Kemboi) avevano occupato i primi quattro posti della classifica. Gli africani sono ancora lo squadrone più temibile.

Per la prima volta nella storia olimpica della specialità, la finale si svolge in orario mattutino, alle 11:50.
Gara tattica. Conseslus Kipruto scatta al rintocco della campanella dell'ultimo giro. L'unico che tiene il suo ritmo è lo statunitense Evan Jager (il bianco più veloce sulle siepi, con un personale di 8'00”45). Resiste fino all'ultimo e coglie il secondo posto. Staccato di oltre sei secondi da Jager è il campione del mondo Kemboi.
La Francia presenta furbescamente reclamo contro Kemboi, mostrando ai giudici che il campione del mondo è uscito di pista una volta dopo essere ricaduto dalla barriera con l'acqua. La giuria, impietosamente, toglie Kemboi dall'ordine d'arrivo. Sale al terzo posto il transalpino Mahiedine Mekhissi.
Il Kenya, dunque, vince una “sola” medaglia nelle siepi olimpiche. Non accadeva dal 1984 (Giochi di Los Angeles).

## Risultati

### Batterie
Qualificazione: i primi tre di ogni batteria (Q) e i successivi 6 migliori tempi (q).

#### Batteria 1
| Posizione | Atleta              | Nazionalità | Tempo   | Note                                     |
| --------- | ------------------- | ----------- | ------- | ---------------------------------------- |
| 1         | Hillary Bor         | Stati Uniti | 8'25"01 | Q                                        |
| 2         | Soufiane El Bakkali | Marocco     | 8'25"17 | Q                                        |
| 3         | Ezekiel Kemboi      | Kenya       | 8'25"51 | Q                                        |
| 4         | Matthew Hughes      | Canada      | 8'26"27 | q                                        |
| 5         | Sebastián Martos    | Spagna      | 8'28"44 |                                          |
| 6         | Benjamin Kiplagat   | Uganda      | 8'30"76 |                                          |
| 7         | Halil Akkaş         | Turchia     | 8'33"12 | Miglior prestazione personale stagionale |
| 8         | Hailemariyam Amare  | Etiopia     | 8'35"01 |                                          |
| 9         | Nelson Cherutich    | Bahrein     | 8'35"87 |                                          |
| 10        | Yuri Floriani       | Italia      | 8'40"80 |                                          |
| 11        | Kazuya Shiojiri     | Giappone    | 8'40"98 |                                          |
| 12        | Rob Mullett         | Regno Unito | 8'48"19 |                                          |
| 13        | Jeroen D'hoedt      | Belgio      | 8'48"29 |                                          |
| 14        | Mitko Tsenov        | Bulgaria    | 8'54"79 |                                          |
| –         | Ali Messaoudi       | Algeria     | Squal.  | R163.3b                                  |

#### Batteria 2
| Posizione | Atleta                      | Nazionalità | Tempo   | Note |
| --------- | --------------------------- | ----------- | ------- | ---- |
| 1         | Evan Jager                  | Stati Uniti | 8'25"86 | Q    |
| 2         | Brimin Kipruto              | Kenya       | 8'26"25 | Q    |
| 3         | Mahiedine Mekhissi-Benabbad | Francia     | 8'26"32 | Q    |
| 4         | Yemane Haileselassie        | Eritrea     | 8'26"72 | q    |
| 5         | Hamid Ezzine                | Marocco     | 8'27"69 | q    |
| 6         | John Kibet Koech            | Bahrein     | 8'28"81 |      |
| 7         | Chala Beyo                  | Etiopia     | 8'32"06 |      |
| 8         | Aras Kaya                   | Turchia     | 8'32"35 |      |
| 9         | José Peña                   | Venezuela   | 8'32"38 |      |
| 10        | Chris Winter                | Canada      | 8'33"95 |      |
| 11        | Bilal Tabti                 | Algeria     | 8'38"87 |      |
| 12        | Abdoullah Bamoussa          | Italia      | 8'42"81 |      |
| 13        | Kaur Kivistik               | Estonia     | 8'44"25 |      |
| 14        | Abdalla Targan              | Sudan       | 8'52"20 |      |
| 15        | Abdelaziz Merzougui         | Spagna      | 9'03"40 |      |

#### Batteria 3
| Posizione | Atleta                 | Nazionalità | Tempo   | Note    |
| --------- | ---------------------- | ----------- | ------- | ------- |
| 1         | Conseslus Kipruto      | Kenya       | 8'21"40 | Q       |
| 2         | Jacob Araptany         | Uganda      | 8'21"53 | Q       |
| 3         | Donald Cabral          | Stati Uniti | 8'21"96 | Q       |
| 4         | Amor Ben Yahia         | Tunisia     | 8'23"12 | q       |
| 5         | Yoann Kowal            | Francia     | 8'23"49 | q       |
| 6         | Altobeli da Silva      | Brasile     | 8'26"59 | q       |
| 7         | Hicham Sigueni         | Marocco     | 8'27"82 |         |
| 8         | Hicham Bouchicha       | Algeria     | 8'33"61 |         |
| 9         | Taylor Milne           | Canada      | 8'34"38 |         |
| 10        | Krystian Zalewski      | Polonia     | 8'34"52 |         |
| 11        | Ole Hesselbjerg        | Danimarca   | 8'40"08 |         |
| 12        | Mohamed Ismail Ibrahim | Gibuti      | 8'53"10 |         |
| 13        | Fernando Carro         | Spagna      | 8'53"17 |         |
| –         | Tafese Seboka          | Etiopia     | Squal.  | R163.3b |
| –         | Tarik Langat Akdag     | Turchia     | Rit.    |         |

## Finale
| Record mondiale      | Saif Saaeed Shaheen | 7'53"63 | Bruxelles  | 3 settembre 2004  |
| Record olimpico      | Julius Kariuki      | 8'05"51 | Pechino    | 30 settembre 1988 |
| Capolista stagionale | Conseslus Kipruto   | 8'00"12 | Birmingham | 5 giugno 2016     |

Mercoledì 17 agosto, ore 11:50.
| Pos.    | Atleta               | Età | Nazione     | Tempo    | Note                          |
| ------- | -------------------- | --- | ----------- | -------- | ----------------------------- |
| Oro     | Conseslus Kipruto    | 22  | Kenya       | 8'03"28  | Record olimpico               |
| Argento | Evan Jager           | 27  | Stati Uniti | 8'04"28  |                               |
| Bronzo  | Mahiedine Mekhissi   | 31  | Francia     | 8'11"52  |                               |
| 4       | Soufiane El Bakkali  | 20  | Marocco     | 8'14"35  | Miglior prestazione personale |
| 5       | Yoann Kowal          | 29  | Francia     | 8'16"75  |                               |
| 6       | Brimin Kipruto       | 31  | Kenya       | 8'18"79  |                               |
| 7       | Hillary Bor          | 27  | Stati Uniti | 8'22"74  | Miglior prestazione personale |
| 8       | Donald Cabral        | 27  | Stati Uniti | 8'25"81  |                               |
| 9       | Altobeli da Silva    | 26  | Brasile     | 8'26"30  |                               |
| 10      | Matthew Hughes       | 27  | Canada      | 8'36"83  |                               |
| 11      | Yemane Haileselassie | 18  | Eritrea     | 8'40"68  |                               |
| 12      | Jacob Araptany       | 22  | Uganda      | Ritirato |                               |
| 13      | Hamid Ezzine         | 33  | Marocco     | Ritirato |                               |
|         | Amor Ben Yahia       | 31  | Tunisia     | Squal.   | R163.3b                       |
|         | Ezekiel Kemboi       | 34  | Kenya       | Squal.   | R163.3b                       |